# Cissus schmitzii
Cissus schmitzii är en vinväxtart som beskrevs av J. Dewit. Cissus schmitzii ingår i släktet Cissus och familjen vinväxter. Inga underarter finns listade i Catalogue of Life.